# Jean Renoir

Målning av fadern Auguste Renoir, som föreställer barnflickan Gabrielle Renard och Jean Renoir.

Jean Renoir, född 15 september 1894 i Paris, död 12 februari 1979 i Beverly Hills, Kalifornien, var en fransk filmregissör, manusförfattare, skådespelare, producent och författare. Som filmregissör och skådespelare gjorde han mer än fyrtio filmer, från stumfilmseran fram till slutet av 1960-talet.
I en opinionsundersökning bland filmkritiker år 2002 i British Film Institutes (BFI) tidskrift Sight & Sound rankades Renoir som den fjärde främsta regissören genom tiderna. Framför allt filmerna Den stora illusionen (1937) och Spelets regler (1939) har hyllats av kritiker som bland de bästa som någonsin producerats, men också Utflykt på landet (färdigställd 1936, premiär 1946) och Floden (1951).
Jean Renoir var son till konstnären Auguste Renoir och bror till skådespelaren Pierre Renoir.

## Biografi
Jean Renoir deltog i första världskriget och erhöll en tapperhetsmedalj. De skador han ådrog sig läkte aldrig fullt ut utan plågade honom för resten av livet. Efter kriget sökte han sig till filmen och inledde sin karriär som manusförfattare. Ganska snart fick han uppdrag som regissör och debuterade med filmen Une vie sans joie 1924. Han försökte göra hustrun Catherine Hessling till stjärna, men paret separerade 1930. Det skulle emellertid dröja till 1943 innan de tog ut skilsmässa. Hans andra livskamrat, Dido Freire, var han aldrig gift med trots att hon bar hans efternamn. Renoir medverkade nästan alltid i sina egna filmer, oftast i rollen som godmodig och lite naiv man.
Jean Renoir lämnade Frankrike 1941 och slog sig ner i USA där han regisserade ett antal filmer. Trots att han var amerikansk medborgare sedan många år begravdes han i Frankrike under statliga hedersbetygelser.
Regissörskollegorna Orson Welles och Charlie Chaplin nämnde Renoir som den störste filmregissören genom alla tider.[källa behövs]

## Filmografi i urval
- 1925 – La fille de l'eau
- 1926 – Nana
- 1928 – Flickan med svavelstickorna (novellfilm; La Petite marchande d'allumettes)
- 1931 – La chienne
- 1931 – On purge bébé
- 1932 – Boudu flyter förbi (Boudu sauvé des eaux)
- 1932 – La nuit du carrefour
- 1934 – Madame Bovary
- 1935 – Toni
- 1936 – Herr Langes brott
- 1936 – Natthärbärget
- 1937 – Den stora illusionen (La Grande illusion)
- 1938 – Människans lägre jag (La Bête humaine)
- 1938 – Marseljäsen (La Marseillaise)
- 1939 – Spelets regler (La Règle du jeu)
- 1941 – Farligt område (L'Étang tragique)
- 1943 – De stulo mitt land (Vivre libre)
- 1943 – Synda på nåden
- 1945 – Sydstataren (L'Homme du sud)
- 1946 – Utflykt på landet (Partie de campagne; färdigställd 1936 men hade premiär 1946)
- 1946 – En kammarjungfrus memoarer
- 1947 – Vrakspillror
- 1951 – Floden (Le Fleuve)
- 1952 – Den gyllene karossen (Le Carrosse d'or)
- 1955 – Fröjdernas gata
- 1956 – Elena och männen
- 1959 – Frukost i det gröna (Le Déjeuner sur l'herbe)
- 1962 – Korpralen